# Robert Koepke
Robert Koepke (* 7. Mai 1893 in Bremen; † 3. Januar 1968 in Frankenburg) war ein deutscher Maler und Grafiker.

## Leben
Robert Koepke wurde als Sohn des Musiklehrers Max Koepke und seiner Frau Betty Schwarmann in Bremen geboren. Parallel zur Volksschule besuchte er an schulfreien Nachmittagen die Knabenzeichenschule in Bremen. Der Vater hatte allerdings andere Berufspläne für seinen Sohn und schickte ihn in eine kaufmännische Lehre. Nach dem Abschluss der Lehrzeit trat Koepke eine Halbtagsstelle bei einer Hamburger Firma an, um in der zweiten Hälfte des Tages eine Kunstgewerbeschule zu besuchen. Zu Beginn des Ersten Weltkriegs wurde er zum Kriegsdienst eingezogen und kam nach der Rekrutenausbildung an die Westfront nach Frankreich. Er führte ein Kriegstagebuch, in dem er seine Erlebnisse notierte und in einem Skizzenbuch mit Zeichnungen, Fotos, Landkarten und Zeitungsausschnitten illustrierte. Die siebzehn Bleistift-, Kohle- und Ölkreidezeichnungen lagen zwischen Jugendstil und beginnendem Expressionismus und trugen schon die für Koepke typischen Stilmerkmale. Im November 1918, nach Ende des Krieges, kehrte er nach Bremen zurück und setzte sein unterbrochenes Studium an der Kunstgewerbeschule in Bremen fort. Seine Lehrer waren Friedrich Erich Kleinhempel, Willy Menz und Paul Perks. Mit grafischen Entwürfen, unter anderem für Plakate, sowie mit kunsthandwerklichen Auftragsarbeiten für Möbel, Lampen, Tapeten und Stoffen legte er die Basis für das Leben als freischaffender Künstler.
Im Jahr 1922 heiratete er die Innenarchitektin Margarethe Hentrich, die er von der Kunstgewerbeschule her kannte. Das Ehepaar Koepke bezog eine Wohnung in Bremen und die junge Frau stattete sie mit original niederdeutschen Bauernmöbeln und Geschirr aus.
Schon frühzeitig hatte Koepke Verbindung zu Worpsweder Künstlern. Ende der 1920er Jahre beteiligte er sich gemeinsam mit ihnen an den Ausstellungen Bremer Kunstschau in der Böttcherstraße in Bremen, einem Museumszentrum, das Ludwig Roselius aufgebaut hatte. 1927 kam Koepke mit seiner Frau erstmals, wohl vermutlich zufällig, nach Schwalenberg. Danach verbrachte er jährlich einige Wochen im Frühjahr und Herbst in der Malerstadt, traf sich mit Landschaftsmalern in der Künstlerklause und stellte mit diesen gemeinsam aus. Bereits vor der Jahrhundertwende waren die ersten Freilichtmaler nach Schwalenberg gekommen, um hier in der freien Natur zu malen.
Zu Beginn des Zweiten Weltkriegs zogen die Koepkes nach Grasberg bei Worpswede. Bei einem Luftangriff 1942 wurde die Bremer Wohnung zerstört und viele von Koepkes Werken vernichtet. 1951 bezog die Familie ein eigenes Haus in Frankenburg bei Bremen. Koepke trat dem Bremer Künstlerbund bei und nahm nun an zahlreichen Ausstellungen teil. Der Künstler starb im Alter von 74 Jahren in seinem Haus in Frankenburg. Seine Frau Margarethe überlebte ihn um 23 Jahre.

## Werk
Der Malstil Koepkes wurde entscheidend von der Kunstentwicklung in Norddeutschland beeinflusst. Eine dominierende Rolle spielte dabei einerseits die Bekanntschaft mit der ersten Generation der Worpsweder Künstler, zum anderen die langjährige Verbundenheit mit der Malerstadt Schwalenberg und den dort tätigen Malerkollegen. Die expressionistischen Tendenzen der frühen 1920er Jahre stammten aus der Zusammenarbeit mit Karl Lorenz und führten zu einer stärkeren Farbigkeit und zu abstrahierenden Formen- und Flächengestaltung. Sie änderten jedoch nicht die Grundhaltung Koepkes zu einem naturnahen und impressionistischen Malstil.
Um 1920 lernte Koepke den Dichter und Maler Karl Lorenz (1888–1961) kennen, der Herausgeber der Zeitschrift Die Rote Erde und weiterer Editionen war. In Das neue Hamburg, ein Jahrbuch für junge Kunst ließ er expressionistische Holzschnitte von Robert Koepke reproduzieren. Nach 1925 ist eine deutliche Abkehr vom Expressionismus zu beobachten und impressionistische Landschaftsbilder nahmen eine wesentliche Rolle in seinem Schaffen ein. Nach der Inflation führten vermutlich auch wirtschaftliche Erwägungen zu dieser Entscheidung. Hinzu kam seine Vielseitigkeit auf den verschiedenen Gebieten des Kunsthandwerks sowie seine Tätigkeit als Werbegrafiker. Einmal erhielt er einen Auftrag zur Mitarbeit bei der Einrichtung eines Ozeanriesen, den er erfolgreich ausführte.
Robert Koepke war oft mit dem Fahrrad unterwegs und malte in der freien Natur. Der Künstler notierte in sogenannten Werkbüchern akribisch seine Werke, zum Beispiel die Nummerierung, die Beschaffenheit des Materials und Malgrunds, benutzter Farben, sowie Besonderheiten des Motivs. Bis zum Jahr 1965 kamen auf diese Weise Aufzeichnungen von über 3099 Arbeiten zusammen. Aus einem der gewissenhaft geführten Werkbücher geht außerdem hervor, dass er am Ende der 1920er Jahre bei seinen Ölbildern auf Leinwand verzichtete und nun eine starke Pappe bevorzugte. Diese wurde von ihm sorgfältig präpariert, indem er auf der Vorderseite mehrfache Schichten eines lasurartigen Malgrunds auftrug. Auch die Rückseite der Ölbilder überzog er mit einer Lasur, die ihre Haltbarkeit garantieren sollte.
In den 1930er Jahren hatte Koepke Verbindung zu den Malern Karl Krummacher, Walter Bertelsmann und dessen Sohn Jürgen, alles Maler der zweiten Malergeneration von Worpswede. Um 1927 machte Koepke eine größere Fahrradtour nach Lippe und lernte so auch Schwalenberg kennen. Die Gegend faszinierte ihn und es entstanden in den folgenden Jahren zahlreiche Ölbilder von Motiven aus der Stadt und seiner Umgebung, wie die Emmerwiesen, die Täler um Schieder, Falkenhagen, Niese, Lothe und viele andere. Seine bevorzugten Jahreszeiten waren das Frühjahr und der Herbst. Im Anschluss stellte er seine Bilder aus einer norddeutschen Kleinstadt in Berlin, Hannover und weiteren Großstädten aus.
In den 1960er Jahren wandte sich Koepke der Blumenmalerei zu. Die Arbeiten setzen die Tradition der klassischen Blumenmalerei fort, von der es bei den Worpsweder Malern einige bedeutende Vertreter gab. Koepke malte die Blumenbilder zumeist in kleinen Formaten und nur in Öl.
Seit dem Tode seiner Frau befinden sich die meisten Werke Robert Koepkes in Privatbesitz und im Besitz der Familie. Mehrere Zeichnungen, Grafiken und Gemälde werden im Ostfriesischen Landesmuseum aufbewahrt.

## Robert Koepke Haus
Das Ausstellungshaus des Kunstvereins Schieder-Schwalenberg in Schwalenberg ist nach Robert Koepke benannt. Es wurde 1994 eingerichtet. Seit 2022 zeigt es eine Dauerausstellung zu Robert Koepke und seinem Werk.